# Rudy Dhaenens
Pour les articles homonymes, voir Dhaenens.
Rudy Dhaenens, né le 10 avril 1961 à Deinze et mort le 6 avril 1998 des suites d'un accident de la route, est un coureur cycliste belge des années 1980-1990. Une course cycliste, le Grand Prix Rudy Dhaenens est organisée en son hommage depuis 1999. Il repose au cimetière de Nevele. Il fut couronné Champion du monde de cyclisme sur route en 1990 à Utsunomiya au Japon ; ce fut un doublé belge qui conclut triomphalement ce mondial puisque le belge Dirk De Wolf terminera deuxième.

## Biographie
Il remporte le championnat du monde de cyclisme en 1990.

## Palmarès sur route

### Palmarès amateur
- 1977
  - 2e du championnat de Belgique sur route débutants
- 1980
  - Gand-Wervik
  - 3e du championnat de Belgique sur route militaires
- 1981
  - 2e du Tour des Flandres amateurs
- 1982
  - Champion de Flandre-Orientale sur route
  - Classement général du Circuit franco-belge
  - 3e étape du Tour de Flandre-Occidentale
  - 6e étape du Tour de Belgique amateurs
  - 3e du Tour de Belgique amateurs

### Palmarès professionnel
- 1984
  - 3e du Tour de Luxembourg
  - 4e de l'Amstel Gold Race
  - 8e de Gand-Wevelgem
- 1985
  - Circuit Mandel-Lys-Escaut
  - Course des raisins
  - 3e de Gand-Wevelgem
  - 3e du championnat de Belgique sur route
  - 5e de Paris-Roubaix
  - 10e des Quatre Jours de Dunkerque
  - 10e de Creteil-Chaville
- 1986
  - Circuit Mandel-Lys-Escaut
  - 1re étape du Tour de Luxembourg
  - 11e étape du Tour de France
  - 2e de Paris-Roubaix
  - 2e de la Flèche côtière
  - 2e du Tour de Zélande Centrale
  - 7e de Gand-Wevelgem
  - 10e des Quatre Jours de Dunkerque
- 1987
  - 3e de Paris-Roubaix
  - 6e de Gand-Wevelgem
- 1988
  - 8e du Tour des Flandres
- 1989
  - 2eb étape du Tour de Catalogne (contre-la-montre par équipes)
  - 2e du Circuit du Maasland
  - 7e de Milan-San Remo
  - 9e de Tirreno-Adriatico
- 1990
  -  Champion du monde sur route
  - 2ea étape du Tour des Asturies
  - 2e du Tour des Flandres
  - 2e de la Course des raisins
  - 2e de la Coupe du monde
  - 3e du GP Deutsche Weinstrasse
  - 3e de la Wincanton Classic
  - 4e de Liège-Bastogne-Liège
  - 8e du Grand Prix des Amériques
  - 9e de Paris-Roubaix
- 1991
  - 3e du Grand Prix de la Libération (avec Panasonic-Sportlife)

### Résultats sur les grands tours

#### Tour de France
9 participations
- 1983 : hors délais (10e étape)
- 1984 : abandon (17e étape)
- 1985 : 101e
- 1986 : 122e, vainqueur de la 11e étape
- 1987 : abandon (13e étape)
- 1988 : 87e
- 1989 : non-partant (18e étape)
- 1990 : 43e
- 1991 : hors délais (13e étape)

#### Tour d'Italie
1 participation
- 1988 : abandon (14e étape)

### Palmarès sur piste
- 1979
  -  Champion de Belgique de poursuite par équipes juniors (avec Stefaan De Craene, Erwin De Langhe et Franky Van Oyen)
  -  Champion de Belgique de course aux points juniors
- 1981
  -  Champion de Belgique de course derrière derny amateurs
- 1985
  - Course derrière derny de Hanovre
  - 3e des Six Jours de Gand (avec Roman Hermann)
- 1991
  - Six Jours d'Anvers (avec Etienne De Wilde)

### Distinction
- Sportif belge de l'année en 1990

## Source
- L'Encyclopédie mondiale du cyclisme : volume 1.